# Allemagne au Concours Eurovision de la chanson 2016
L'Allemagne a annoncé sa participation au Concours Eurovision de la chanson 2016 à Stockholm, en Suède le 27 mai 2015. Le pays est représenté par Jamie-Lee et sa chanson Ghost, sélectionnées via l'émission Unser Lied für Stockholm le 25 février 2016.
NRD avait d'abord annoncé Xavier Naidoo pour représenter l'Allemagne au concours, choisi en interne par la chaîne. Le 27 décembre 2015, la chaîne annonce que le chanteur ne représentera finalement pas son pays au concours car le public jugeait qu'il ne représentait pas bien l'Allemagne à cause de certains propos "racistes et homophobes",.

## Unser Song für Xavier
L'émission Unser Song für Xavier (Notre chanson pour Xavier) avait été prévue comme processus de sélection pour choisir la chanson que chanterait Xavier Naidoo à Stockholm à la suite de sa sélection interne. Les chansons que Xavier aurait chanté à Stockholm aurait été sélectionnée par le télévote allemand. Les six chansons pour la finale nationale auraient été choisies par un jury professionnel le 15 décembre 2015, avec la participation de Xavier. Cependant, après que le chanteur a été retiré par le télédiffuseur, la finale nationale prévue à cet effet l'a été également.

## Unser Lied für Stockholm
Unser Lied für Stockholm (Notre chanson pour Stockholm) sera la sélection utilisée afin de déterminer le représentant de l'Allemagne au concours en Suède. La compétition prendra place le 25 février 2016 à Cologne. 10 chansons seront choisies pour concourir à la victoire, et le représentant sera choisi par le biais du télévote. Dans un premier temps, les trois chansons les mieux classées seront qualifiées pour un second tour de télévote, au terme duquel le représentant de l'Allemagne est annoncé. 
| 1  | Ella Endlich       | Adrenalin                         | 41 172 (5,34 %)   | 7  |
| 2  | Joco               | Full Moon                         | 22 645 (2,93 %)   | 9  |
| 3  | Gregorian          | Masters of Chant                  | 69 784 (9,06 %)   | 5  |
| 4  | Woods of Birnam    | Lift Me Up (From the Underground) | 12 332 (1,63 %)   | 10 |
| 5  | Luxuslärm          | Solange Liebe in mir wohnt        | 42 576 (5,52 %)   | 6  |
| 6  | Keøma              | Protected                         | 25 609 (3,32 %)   | 8  |
| 7  | Avantasia          | Mystery of a Blood Red Rose       | 124 825 (16,19 %) | 2  |
| 8  | Alex Diehl         | Nur ein Lied                      | 124 268 (16,12 %) | 3  |
| 9  | Jamie-Lee Kriewitz | Ghost                             | 221 846 (28,78 %) | 1  |
| 10 | Laura Pinski       | Under the Sun We Are One          | 84 642 (11,11 %)  | 4  |

| 1 | Avantasia          | Mystery of a Blood Red Rose | 241 573 (21,6 %) | 3 |
| 2 | Alex Diehl         | Nur ein Lied                | 380 293 (33,9 %) | 2 |
| 3 | Jamie-Lee Kriewitz | Ghost                       | 498 293 (44,5 %) | 1 |

## À l'Eurovision
En tant que membre du Big 5, l'Allemagne participera directement à la finale du 14 mai 2016 où elle finit (26e) et dernière du classement avec seulement 11 points.